# Tijuana (kommun)
Tijuana är en kommun i Mexiko.   Den ligger i delstaten Baja California, i den nordvästra delen av landet, 2 300 km nordväst om huvudstaden Mexico City. Antalet invånare är 1 410 687. Arean är 879 kvadratkilometer. Tijuana gränsar till Tecate, Ensenada, Playas de Rosarito och Kalifornien.
Terrängen i Tijuana är huvudsakligen kuperad, men åt nordväst är den platt.
Följande samhällen finns i Tijuana:
- Tijuana
- Pórticos de San Antonio
- Terrazas del Valle
- Villa del Prado 2da Sección
- Las Delicias
- Villa del Campo
- El Niño
- San Luis
- Maclovio Rojas
- Quinta del Cedro
- Los Valles
- Ejido Javier Rojo Gómez
- Buenos Aires
- Ejido Ojo de Agua
- La Esperanza Granjas Familiares
- Colinas del Sol
- Lomas de Tlatelolco
- Lomas del Pedregal
- Tres M
- Nuevo Progreso
- Partido del Trabajo
- Isla Cedros
- Los Girasoles
- Ampliación Ejido Lázaro Cárdenas
- Francisco Zarco
- Isla Cozumel
- Lomas del Mar
- Batalla Nacional
- Valle Bonito
- Hacienda del Mar
- Los Alcatraces
- Fuentes del Sol
- Genaro Vázquez Sección Tres
- Colinas del Florido
- Xicoténcatl Dos
- Antorcha Campesina
- La Esperanza Vivero
- Valle Dorado
- San Antonio del Mar
- Florido Viejo
- Roberto Yahuaca
- Hacienda San Martín
- Hacienda las Flores
- Baja Malibú
- San Marino
- Villa del Álamo
- Terrazas de San Ángel
- El Nevado
- Pórticos la Gloria
- Ojo de Agua
- Las Estrellas
- Terrazas del Sol
- Cañada Verde
- El Chicote
- Ley del Servicio Civil
- Brisas del Mar
- Villas II
- Familia González Aguirre
- Rancho de sus Niños